# 罗卡卡萨莱
罗卡卡萨莱（義大利語：Roccacasale），是意大利阿奎拉省的一个市镇。总面积17.21平方公里，人口732人，人口密度42.5人/平方公里（2009年）。ISTAT代码为066079。